# Lorenzo Fieschi
Lorenzo Fieschi (né le 21 mai 1642 à Gênes, alors dans la république de Gênes et mort le 1er mai 1726 à Gênes) est un cardinal italien du XVIIIe siècle. Il est un parent du cardinal Giacomo Franzoni (1658) et est de la famille des papes Innocent IV et Adrien V et des cardinaux Guglielmo Fieschi (1244), Luca Fieschi (1300), Giovanni Fieschi (1378), Ludovico Fieschi (1384), Giorgio Fieschi (1439), Niccolò Fieschi (1503) et Adriano Fieschi (1834).

## Biographie

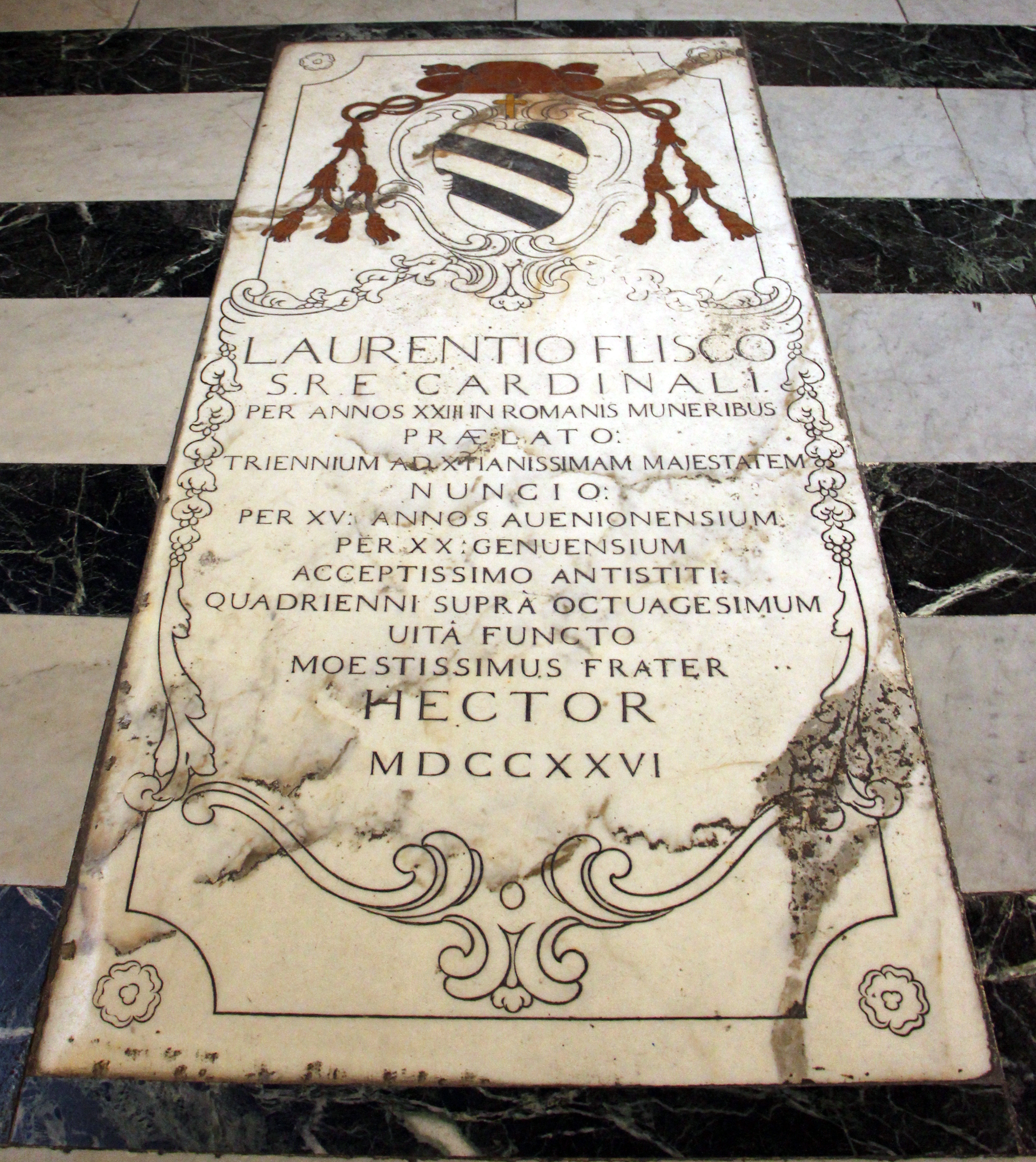

Lorenzo Fieschi exerce des fonctions au sein de la Curie romaine, notamment au tribunal suprême de la Signature apostolique et comme gouverneur d'Ancône, de Campagne et Maritime (Frosinone), de Viterbo (Patrimonio), de Pérouse, des Marches et comme secrétaire de la Congrégation des rites.
Fieschi est élu archevêque d'Avignon en 1690 et nonce extraordinaire en France pour négocier la paix entre les princes européens, entre 1702 à 1705.
Le pape Clément XI le crée cardinal lors du consistoire du 17 mai 1706. Il ne participe pas au conclave de 1721 (élection d'Innocent XIII) ni à celui de 1724 (élection de Benoît XIII).